# José Gregorio Castro
José Gregorio Castro Miranda (nacido como Facundo Castro Miranda; Cuzco, 28 de noviembre de 1859 — Lima, 30 de enero de 1924) fue un sacerdote peruano. Fue Obispo del Cusco entre 1910 y 1917.

## Primeros años
Nació en Cusco el 28 de noviembre de 1859 y fue bautizado con el nombre de Facundo Castro Miranda el año siguiente. Fue hijo de Juan Manuel Castro Maldonado y María Eusebia Miranda Cortés. Cursó sus estudios en instituciones que incluyen al Colegio Peruano, el Seminario de San Antonio Abad, y el Colegio Nacional de Ciencias y Artes del Cuzco. Aparte de religioso, fue músico, como su hermano Florencio.
Al declarar Chile la guerra contra el Perú en 1879, se alistó en la Legión de Honor, y al disolverse esta pasó a la columna organizada en la provincia de Lampa. Una vez acabada la guerra, fungió como juez de paz y cumplió algunas labores cívicas como miembro del concejo municipal.

## Vida religiosa

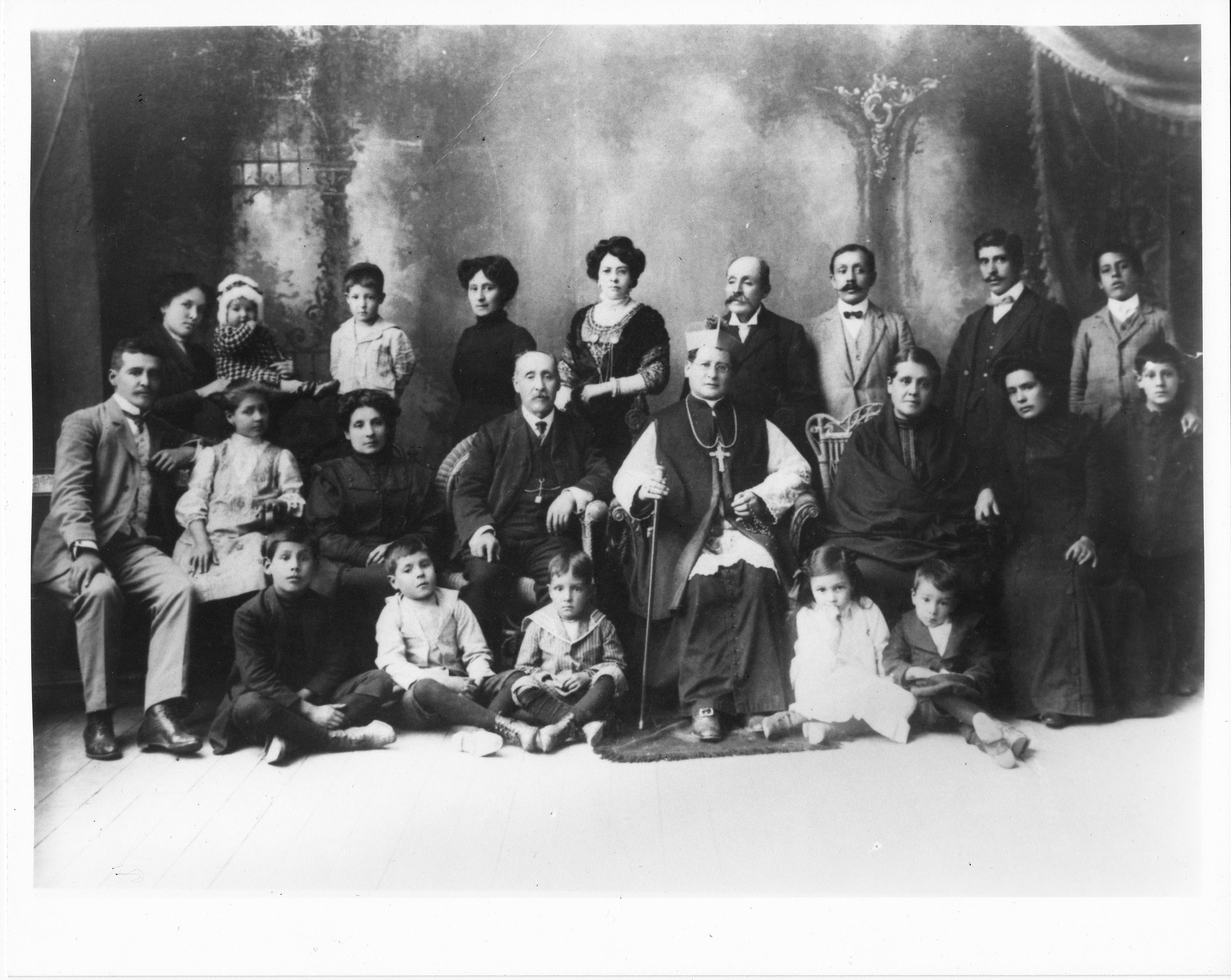
Castro con su familia en 1910, cuando era el nuevo obispo de Cuzco.

Se unió a la Orden de Frailes Menores el 16 de febrero de 1896, residiendo en el Convento de los Descalzos, y se ordenó como obispo el 23 de septiembre de 1900. En 1909, época en la que residía en el Convento de la Recoleta, fue elegido obispo electo del Cuzco, y empezando en 1910 ocupó el cargo de Obispo del Cusco hasta su renuncia en 1917 (el mismo año que realizaría su última visita pastoral) por motivos de salud, siendo sucedido por Pedro Pascual Farfán. Durante y posterior a su tenura como obispo, se encargó del mantenimiento y financiación de instituciones bajo la administración de la Arquidiócesis del Cuzco, como del Seminario de San Antonio Abad en los años 1915 y 1916, entre otros.
Escribió obras en el idioma quechua, incluyendo un diccionario, siendo este utilizado por el clero para realizar servicios en este idioma, así como una recopilación de cánticos religiosos en 1920, dentro de estas habiendo sido incluidas algunas de sus composiciones. Sus publicaciones sirvieron para la práctica del dogma de los ciudadanos indígenas locales en la década de los años veinte, siendo algunas de estas populares dentro de este pueblo.
Posterior a su renuncia, ocupó el cargo de Obispo auxiliar de Lima así como Obispo titular de Clazómenas, que ocupó hasta su muerte en el Convento de San Francisco de Lima en 1924, siendo enterrado ahí.

## Publicaciones
- Muchhaska Yupaychaska cachun apu Dios, hinallatak Kollanan Huiñay Virgen Mariapas (1904)[36]
- Vocabulario políglota incaico (1905), en conjunto con otros miembros del clero franciscano.[37]
- Vocabulario castellano y keshua del Cuzco, forma parte del Políglota incaico (1905)[22][38]
- Exhortación pastoral [dirigida] al clero y fieles de su diócesis con motivo de la Santa Cuaresma. (1911)[39]
- Texto i catecismo de la doctrina cristiana en keshua (1913)[44]
- Carta pastoral (1914), en contexto del Sagrado Corazón de Jesús.[45]
- Florilegio incaico (1920), devocionario.[46][47]
- Rosicler incaico (1920), colección de cánticos religiosos en quechua.[48]
- Texto y catecismo de la doctrina cristiana en Keshua (1947), edición póstuma revisada por Salvador Herrera Pinto, O.F.M.[49][50]
- Catecismo de la doctrina cristiana en Kechua: oraciones para la Santa Misa (1961), segunda publicación póstuma.[51]